# Спинул Микола
Спинул Микола (нім. Nikolaus Spenul; рум. Nikolai Spenul; 5 грудня 1867—22 січня 1928 — український педагог, громадський діяч та політик початку XX століття.

## Дитинство
Народився 5 грудня 1867 року в селі Малий Кучурів Герцогство Буковина. До школи у селі він пішов у 10-річному віці. У 1888 році Микола Спинул закінчив з відзнакою Чернівецьку ц. к. чоловічу учительську семінарію. Ще у період навчання він проявляв громадську активність.

## Педагогічна діяльність
Педагогічну діяльність розпочав за направленням у школу в Кимполунзі (південь Буковини), де він працював помічником учителя. Після цього учителював у селах Чорний Потік (5 років), Брідок (3 роки) і Кадубівці (4 роки), але вже як старший учитель. 1894 року він став інспектором народних шкіл Кіцманського повіту. 1903 року його призначили інспектором народних шкіл новоствореного Вашківського повіту, а 1907 року ще й Чернівецького повіту.

## Громадсько-політична діяльність
Поряд з педагогічною діяльністю Микола Спинул провадив активну громадську діяльність. Упродовж багатьох років брав участь у роботі товариств: «Руська Бесіда», «Руська Школа», «Руський Народний Дім». Спільно з соратниками по товариствам активно відкривав українські читальні в населених пунктах Буковини. Крім того переймався налагодженням системи взаємодопомоги, зокрема через створення «Руської Каси».
Як у переважної більшості буковинців того часу, політична діяльність Миколи Спинула розпочиналася у «Руській Раді». Належав до «народового табору». Був одним з співзасновників УНДП на Буковині.
1907 року Микола Спинул обирається у виборчому окрузі: «Слободзія-Серет» послом до Райхсрату. У Парламенті, разом з іншими українськими послами (депутатами) від Буковини та Галичини, Спинул увійшов до «Українського клубу». Головною вимогою цього клубу стало створення української автономії у межах Австрії, до якої мали б увійти східна Галичина, північна Буковина і Закарпаття. Однак 1909 року буковинські посли вийшли з «Українського клубу», утворивши окремий «Буковинський клуб» на чолі з Миколою Васильком. Головна причина — розходження у поглядах на парламентську тактику. Галицькі посли вважали, що потрібно проводити конфронтаційну політику, буковинські — вирішувати питання через компроміс. Однак, попри тактичні розходження, в більшості парламентських питань українські посли діяли спільно.
В 1911 році Микола Спинул повторно обирається до Парламенту 16 липня того року він брав участь у зібрані послів від Буковини і Галичини, де було утворено Український парламентський союз.
Того ж року Миколу Спинула було обрано послом Буковинського ландтаґу (останнє скликання!). Разом з іншими послами — соратниками по «Буковинському клубу» дбав про виділення коштів для підтримки селянських господарств, розвитку промислів, будівництва доріг, пожвавлення торгівлі, покращення українського шкільництва.

## Перша світова війна
Початок Першої світової війни застав Миколу Спинула у Чернівцях. Практично відразу як край був зайнятий російською армією його разом з кількома відомими буковинцями було арештовано як представника «народовців» (опонентів москвофільства) та як заручника української громади Буковини, та вислано в Сибір. Американське посольство у Петрограді клопоталося про долю засланих буковинців. Російський уряд за посередництва американської амбасади у Відні погодився на обмін заручників. Майже 14 місяців чернівецькі заручники знаходилися на засланні у Наримському краї (північна частина Томського повіту). 9 листопада 1915 року на російсько (фінляндсько)-шведському кордоні біля м. Торнео відбувся обмін заручниками між Австро-Угорщиною і Росією. 14 листопада Микола Спинул разом із іншими бранцями прибув до Відня.
Пізніше (1916) Микола Спинул напише про період заслання:
|  | Дорога, що то я єї з моїми прочими товаришами переїхав із Черновець аж на місце на Сибірі, виносила сім тисяч кілометрів, значить сім раз дальше як дорога із Чернівців до Відня. Ту дорогу переїхали ми чотири рази почасти тягловим, а почасти особовим потягом. Так перебув я щасливо чотирнадцять місяців страшної московської неволі. Тільки тверда воля, надія і віра додали мені сили видержати надзвичайні душевні і тілесні муки. |

За мужність і вірність державі проявлені у важкому полоні Цісар Франц Йозеф І нагородив Миколу Спинула орденом Залізної корони III класу.
Микола Спинул активно працював у Загальній Українській Раді. З 5 грудня 1916 року став членом «Союзу українських парламентських та сеймових депутатів Буковини». Брав участь у створенні Комітету допомоги українським біженцям. Зокрема, переймався освітою серед дітей біженців.

## Боротьба за українську державність
19 жовтня 1918 року у складі «буковинської делегації» брав участь у створені Української національної ради. Брав активну участь у формуванні Українського крайового комітету, як складової частини УНРади. Активно долучався до роботи органу, зокрема організації Буковинського віче, що відбулося 3 березня 1918 року. Організатор зборів громад та віч у Серетському повіті. За результатами віче працював над організацією української влади у північно-західній частині Буковини — формуванні Тимчасового уряду. Був членом комісії при передачі влади ц. к. президентом Буковини графом Ецдорфом.
Перед окупацією Чернівців військом Румунського королівства, виїхав разом з усіма буковинськими урядовцями до Станіслава. Тривалий час працював разом із Миколою Васильком у дипломатичному представництві ЗУНР у Відні. На початку 20-х рр. повернувся до Чернівців, Працював короткий час помічником учителя у с. Чагор, але невдовзі сильно заслаб і помер 22 січня 1928 р.

## Галерея

Буковинський православний календар
Будинок в Станіславі, у якому розміщувався український уряд Буковини в екзилі